# Markus Leminen
Pour les articles homonymes, voir Leminen.
Markus Peter Leminen, né le 14 octobre 1975 à Vantaa, est un patineur artistique et entraîneur finlandais. Il est décuple champion de Finlande dans les années 1990.

## Biographie

### Carrière sportive
Markus Leminen est décuple champion de Finlande en 1992, 1993, 1995, 1996, 1997, 1998, 1999, 2000, 2001 et 2002.
Il représente son pays à quatre mondiaux juniors (1991 à Budapest, 1992 à Hull, 1993 à Séoul et 1994 à Colorado Springs), neuf championnats européens (1994 à Copenhague, 1995 à Dortmund, 1996 à Sofia, 1997 à Paris, 1998 à Milan, 1999 à Prague, 2000 à Vienne, 2001 à Bratislava et 2002 à Lausanne), neuf mondiaux seniors (1994 à Chiba, 1995 à Birmingham, 1996 à Edmonton, 1997 à Lausanne, 1998 à Minneapolis, 1999 à Helsinki, 2000 à Nice, 2001 à Vancouver et 2002 à Nagano). Il ne participe jamais aux Jeux olympiques d'hiver.
Il arrête les compétitions sportives après les mondiaux de 2002.

### Reconversion
Markus Leminen est entraîneur au Bradford District Skating Club de Bradford dans la province de l'Ontario au Canada.

## Palmarès
| Compétitions principales      | 1991    | 1992    | 1993    | 1994    | 1995    | 1996    | 1997    | 1998    | 1999    | 2000    | 2001    | 2002    |  |  |
| Jeux olympiques d'hiver       |         |         |         |         |         |         |         |         |         |         |         |         |  |  |
| Championnats du monde         |         |         |         | 23e     | 15e     | 31e     | 26e     | 19e     | 24e     | 21e     | 24e     | 21e     |  |  |
| Championnats d'Europe         |         |         |         | 19e     | 15e     | 14e     | 13e     | 23e     | 29e     | 32e     | 12e     | 26e     |  |  |
| Championnats de Finlande      |         | 1er     | 1er     | 2e      | 1er     | 1er     | 1er     | 1er     | 1er     | 1er     | 1er     | 1er     |  |  |
| Championnats du monde juniors | 25e     | 20e     | 17e     | 16e     |         |         |         |         |         |         |         |         |  |  |
|                               |         |         |         |         |         |         |         |         |         |         |         |         |  |  |
| Grand Prix ISU                | 1990/91 | 1991/92 | 1992/93 | 1993/94 | 1994/95 | 1995/96 | 1996/97 | 1997/98 | 1998/99 | 1999/00 | 2000/01 | 2001/02 |  |  |
| Skate Canada                  |         |         |         |         |         | 15e     |         | 12e     | 10e     |         |         |         |  |  |
| Trophée de France             |         |         |         |         | 11e     |         |         |         |         |         |         |         |  |  |
| Coupe de Russie               |         |         |         |         |         |         |         |         | 10e     |         |         | 9e      |  |  |
|                               |         |         |         |         |         |         |         |         |         |         |         |         |  |  |